# Lamborghini Silhouette
Lamborghini Silhouette je dvoudveřový sportovní vůz s motorem uprostřed a pohonem zadních kol, který společnost Lamborghini vyráběla v letech 1976 až 1979.
Byl založen na dřívějším Lamborghini Urraco, od nějž se liší hranatějším stylem. Silhouette byl prvním Lamborghini, které používalo střechu ve tvaru targa. Silhouette se později vyvinul v podobně vypadající, ale úspěšnější Lamborghini Jalpa. Vůz měl třílitrový celohliníkový motor Lamborghini V8, uložený napříč za řidičem. Z 54 jednotek (42 s levostranným řízením a 12 s pravostranným řízením) je v současnosti známo, že jich existuje 31.

## Galerie

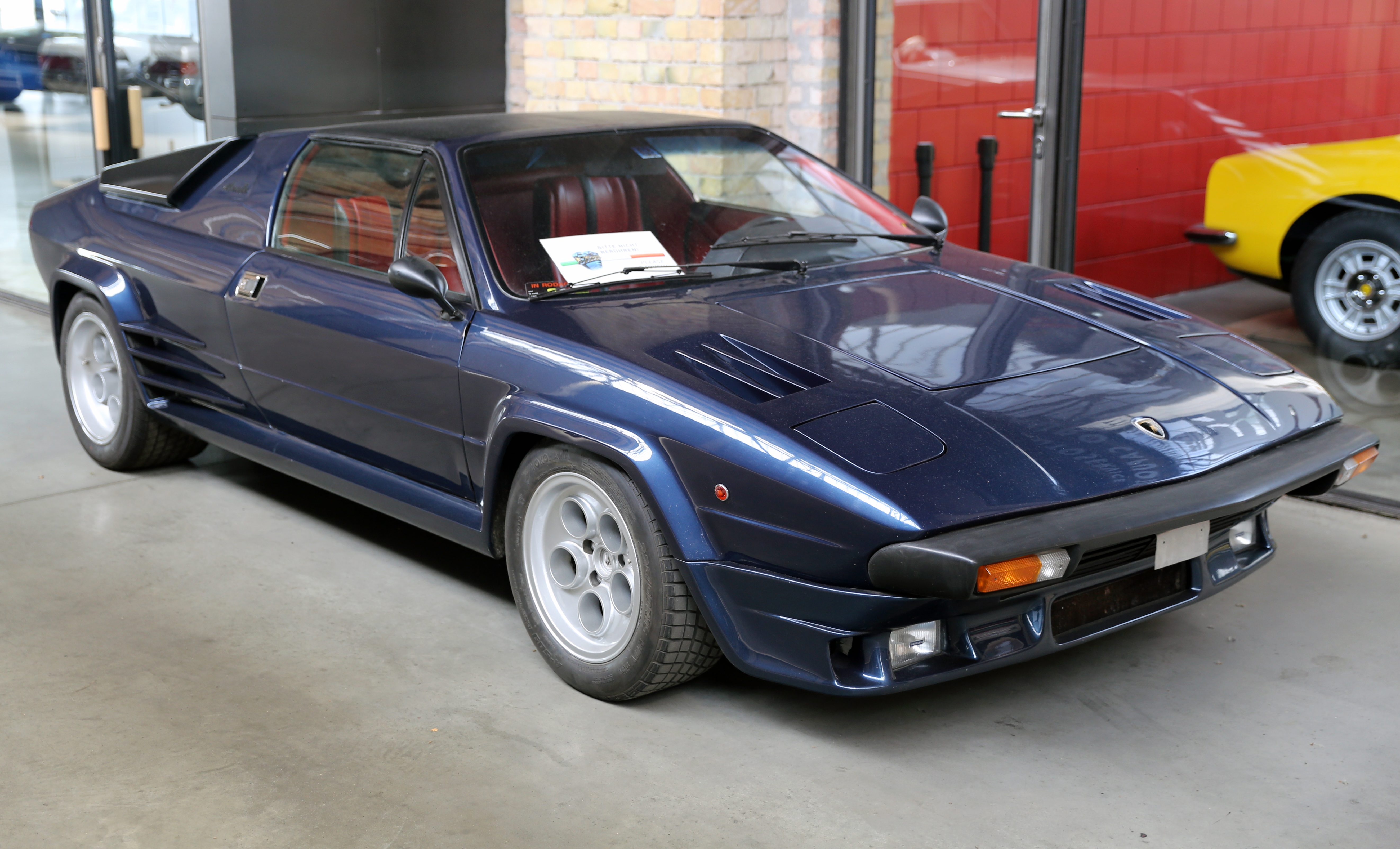
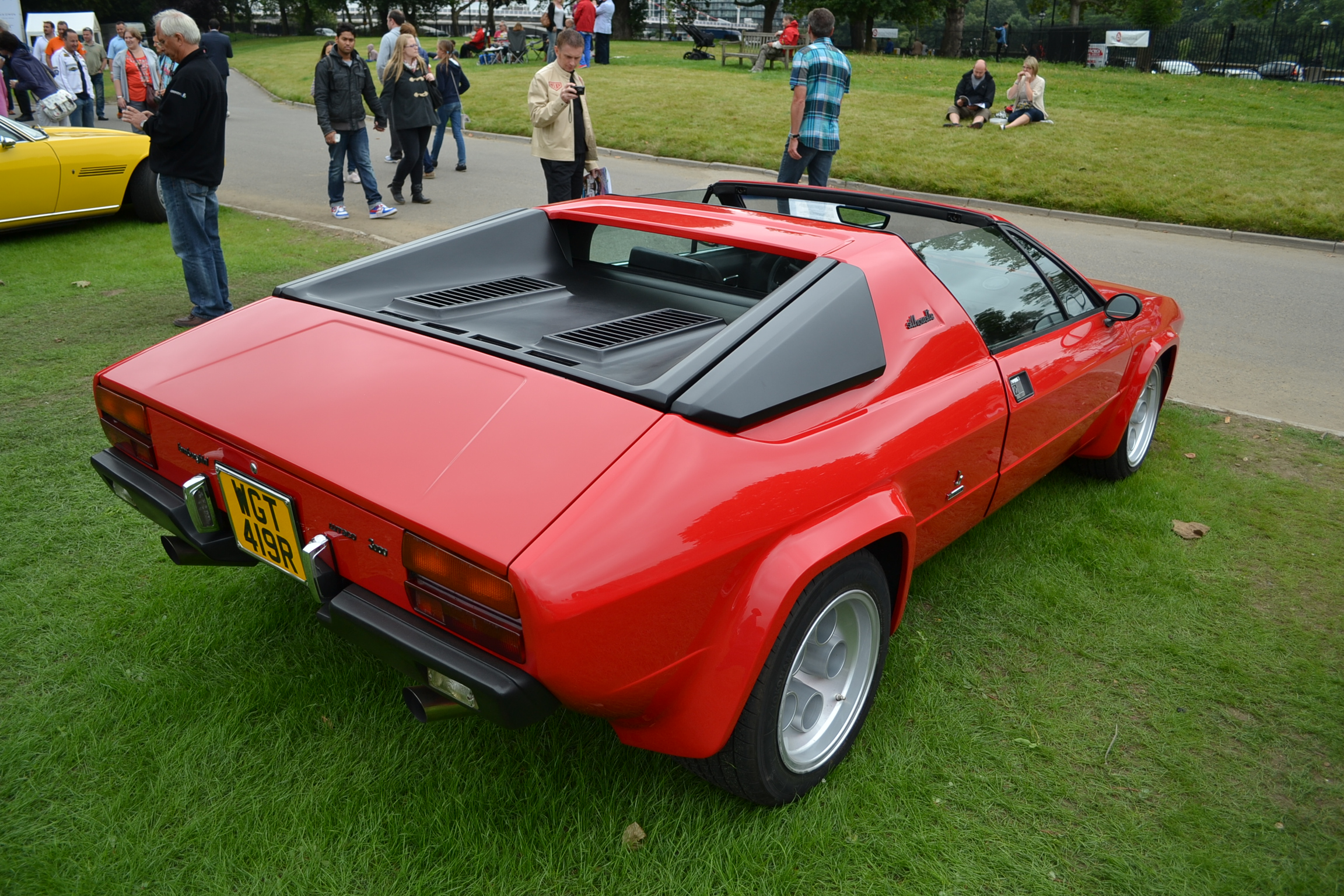